# Atemsa
Atemsa is een dorp in het ressort Paramacca in het district Sipaliwini in Suriname. Het ligt aan de oever van de Marowijne.
Het dorp bestaat uit drie wijken: Edesekondre, Mindisekondre en Oposekondre.

## Geschiedenis
De inwoners van Atemsa komen van oorsprong uit Nason, dat stroomafwaarts ligt. Rond 1950 wilde een deel van de inwoners een kerk en een school, maar de kapitein wilde geen goedkeuring geven. Toen een pater het dorp bezocht, toen hij op doorreis was van Tapanahony naar Albina, werd hem gevraagd een kerk en school te openen. Hij stemde toe; de inwoners boden hem onderdak. Omdat de conflicten niet ophielden, stichtten de inwoners op het tegenoverliggende eiland het dorp Pinatjarimi (Pina Tja Mi betekent door onderdrukking ben ik hier). Omdat vermoed werd dat Pinatjarimi aan de Franse zijde zou kunnen liggen, wilden de inwoners er niet blijven wonen om geen rechten te verliezen, zoals het hebben van een eigen kapitein. Na twee jaar werd daarom een nieuw dorp verderop aan de oever gesticht dat de naam Atemsa kreeg.
Tussen 1986 en 1992, ten tijde van de Binnenlandse Oorlog, zijn de meeste inwoners naar Frans-Guyana gevlucht; enkelen bleven in het dorp achter. Na afloop van de oorlog is een deel langzaam weer teruggekeerd.

## Bevolking
In 2016 stonden er 51 huizen in Atemsa, waarvan er 26 permanent en 3 tijdelijk werden bewoond. De 22 onbewoonde huizen stonden om uiteenlopende redenen leeg.
Het dorp had in 2015 75 permanente en 25 tijdelijke inwoners. De meerderheid bestaat uit mannen en er komen minder inwoners bij dan er wegtrekken. De meeste bewoners zijn katholiek.
De inwoners zijn marrons van het volk Paramaccaners. Atemsa werd gesticht door de Wataweliki-lo; een lo is een marronvolk. Sinds een voorouder van de Asaiti-lo de kinderen van een Wataweliki-moeder erkende, voeren ze nu Asaiti als naam. De Asaiti-lo en ook de Molo-lo rekenen het hier tot hun gebied.

## Hooglandrijst
In 2023 schonk het Bureau Gemeenschapsprojecten (BGP) het dorp een tractor van het type Dongfeng DF 354. Hiermee kan landbouwgrond sneller vrijgemaakt worden zodat het inzaaien van hooglandrijst (bergi alesi) versneld kan worden. De tractor is bestemd om ingezet te worden voor het dorp en naburige nederzettingen. Het was volgens Johannes Tojo, de voorzitter van Pamaaka-ontwikkelingsorganisatie Stichting Ana Makandii, lastig om de tractor in het dorp te krijgen. Het dorp is alleen via de Marowijnerivier te bereiken.
Koina · Langatabbetje · Lokaloka · Nason · New Libi · Sikisani · Snesiekondre · Stoelmanseiland